# ويليام مار
ويليام مار (بالإنجليزية: William Marr)‏ هو مترجم وشاعر أمريكي، ولد في 3 سبتمبر 1936.